# Zalman Rajzen
Zalman Rajzen (ur. 1887 w Kojdanowie, zm. 1941 w Związku Radzieckim) – żydowski działacz społeczny, dziennikarz, badacz literatury żydowskiej i języka jidysz. 
Członek komitetu założycielskiego Żydowskiego Instytutu Naukowego (YIVO), po powstaniu placówki związany z jej wileńską centralą. Dyrektor i ideowy przywódca dziennika Wilner Tog w latach 1919–1939. Znany z otwartego przeciwstawiania się polskiemu antysemityzmowi w 20–leciu międzywojennym, co niejednokrotnie wpływało na konfiskatę nakładu lub zawieszanie dziennika przez władze.    
Autor Leksikon fun der jidiszer literatur, prese un filologje („Leksykon literatury, prasy i filologii jidysz”), wydanego przez Borysa Kleckina. Jego prace dotyczące gramatyki i ortografii żydowskiej odegrały fundamentalną rolę w procesie ujednolicania gramatyki i pisowni jidysz. 
Jego rodzeństwem byli pisarze Sara i Awrom.